# Eliseo Falcón
Eliseo Falcón (Alcalá de Guadaira, 11 de febrero de 1997) es un futbolista español que juega de defensa en el C. D. Arenteiro de la Primera Federación.

## Trayectoria
Debutó como sénior en 2016, formando parte del Sevilla F. C. "C" en Tercera División. En ese año debutó, además, como profesional, ya que el 12 de noviembre debutó con el Sevilla Atlético, el segundo equipo del Sevilla, que jugaba en Segunda División, logrando una victoria por 1-0 frente a la Unión Deportiva Almería.
En 2017 se marchó al Recreativo Granada, el equipo filial del Granada C. F., disputando 35 partidos, a lo largo de dos temporadas, con los nazaríes.
En 2019 fichó por el Atlético Levante, que militaba en Segunda B. El 7 de diciembre debutó en Primera División con el Levante U. D., debido a las lesiones que tenía en defensa el conjunto de Paco López, que le llevó a utilizar a algunos futbolistas del filial. El Levante perdió 2-4 el partido frente al Valencia C. F., y Eliseo fue expulsado por doble amarilla en el segundo tiempo.
En octubre de 2020 volvió al filial sevillista. Después de esta segunda etapa en el club, pasó por el Marbella F. C. y el C. D. Eldense, consiguiendo con este último ascender a Primera Federación. Tras este éxito se marchó a la U. E. Cornellà.
En la temporada 2023-24 firmó como jugador de la A. D. Ceuta F. C.. A mitad de la misma, el 4 de enero de 2024, se marchó a la A. D. Mérida. Con este equipo jugó la promoción de ascenso a Segunda División y en julio de 2025 se unió al C. D. Arenteiro.

## Clubes
| Club                   | País   | Año       |
| ---------------------- | ------ | --------- |
| Sevilla F. C. "C"      | España | 2016-2017 |
| Recreativo Granada     | España | 2017-2019 |
| Atlético Levante U. D. | España | 2019-2020 |
| Sevilla Atlético       | España | 2020-2021 |
| Marbella F. C.         | España | 2021      |
| C. D. Eldense          | España | 2021-2022 |
| U. E. Cornellà         | España | 2022-2023 |
| A. D. Ceuta F. C.      | España | 2023      |
| A. D. Mérida           | España | 2024-2025 |
| C. D. Arenteiro        | España | 2025-     |